# 傑爾曼維爾鎮區 (伊利諾伊州利文斯頓縣)
傑爾曼維爾鎮區（英語：Germanville Township）是位於美國伊利諾伊州利文斯頓縣的一個行政鎮區。

## 地方資料
根據2010年美國人口普查的數據，傑爾曼維爾鎮區的面積為59.40平方千米，當中陸地面積為59.30平方千米，而水域面積為0.10平方千米。當地共有人口66人，而人口密度為每平方千米1.11人。